# Kōka
Kōka (jap. 甲賀市 Kōka-shi) – miasto w Japonii, na wyspie Honsiu, w prefekturze Shiga.

## Ninja
Region wokół miasta Kōka (również wymawiane Kōga) – podobnie jak i sąsiedniego miasta Iga w prefekturze Mie – uważany jest za ojczyznę ninja. W Kōka jest kilka atrakcji z nimi związanych, ale z punktu widzenia turysty są one mniej atrakcyjne niż w Iga.
Odległa wioska Koka Ninja Village (甲賀の里忍術村, Kōka no Sato Ninjutsu-mura) jest jedną z nich. Wieś stanowi nieco zaniedbany kompleks starych domostw w lesie. W jednym z nich pokazane są różne pułapki, zapadnie i ukryte pomieszczenia. Zainteresowani mogą spróbować rzucania shurikenem, pokonać dziewięciostopniowy tor przeszkód, na którym można „chodzić po wodzie” lub wspinać się na ściany przy pomocy narzędzi opracowanych przez ninja. 
W mieście znajduje się także Koka Ninja House (甲賀流忍術屋敷, Kōka-ryū Ninjutsu Yashiki). Była rezydencja przywódcy klanu Kōka-ryū z XVII wieku, jedyny obiekt tego rodzaju w Japonii.

## Ceramika
W 1990 roku otwarto Shigaraki Ceramic Cultural Park, który wspiera działania związane z tematyką ceramiki, w tym twórczość artystyczną, organizuje szkolenia i wystawy. 

## Historia
Zamek Minakuchi został zbudowany w 1634 roku, jako przystanek dla sioguna Iemitsu Tokugawy podczas jego podróży do i z Kioto. Został wzorowany na zamku Nijō (二条城 Nijō-jō) w Kioto. Przestał być oficjalną rezydencją podczas restauracji Meiji (koniec XIX wieku).

## Położenie
Miasto leży w południowej części prefektury, na południe od jeziora Biwa, graniczy z:

- Ōtsu
- Yasu
- Rittō
- Konan
- Higashiōmi
- Yokkaichi
- Kameyama
- Suzuka
- Iga

## Miasta partnerskie
- Korea Południowa: Icheon

## Galeria

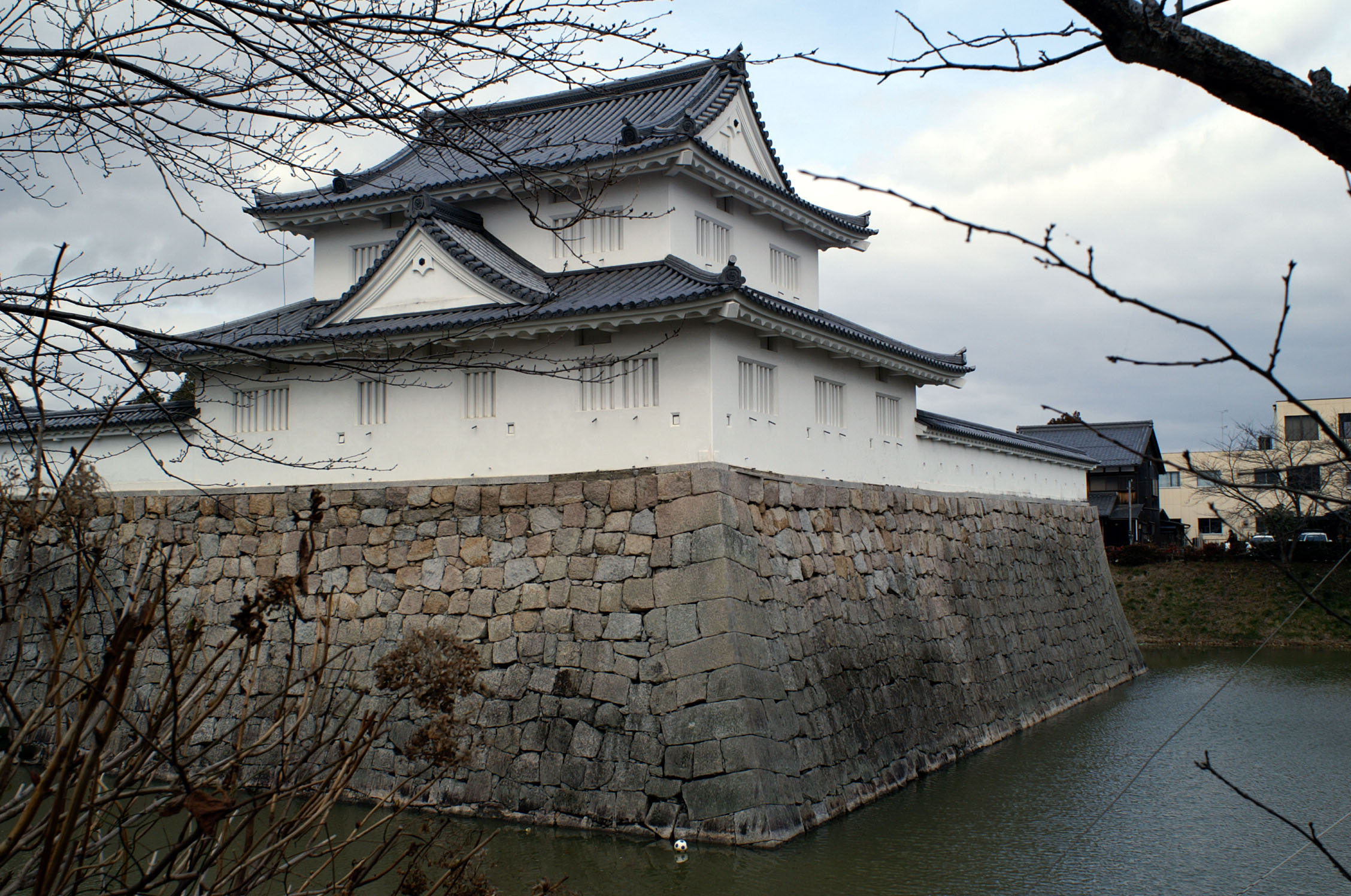
Zamek Minakuchi
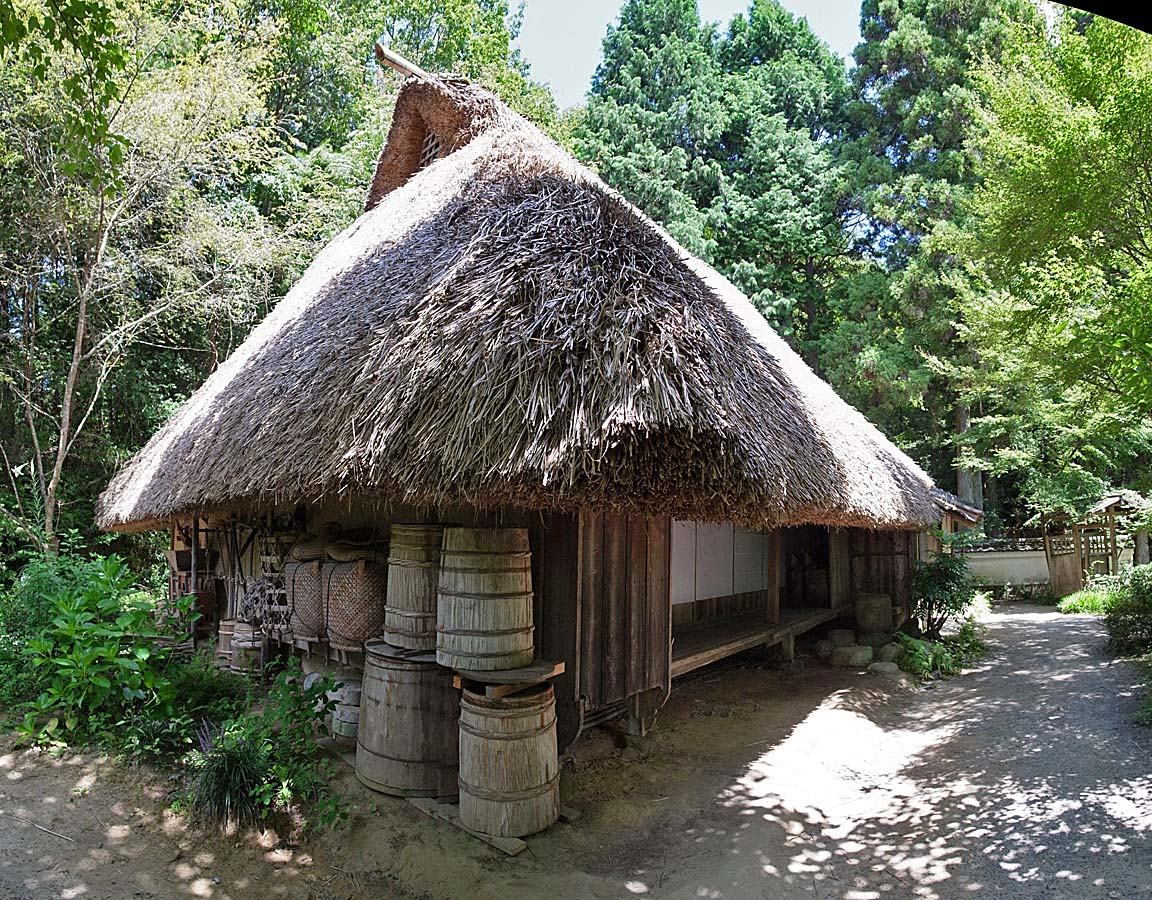
Wioska ninja
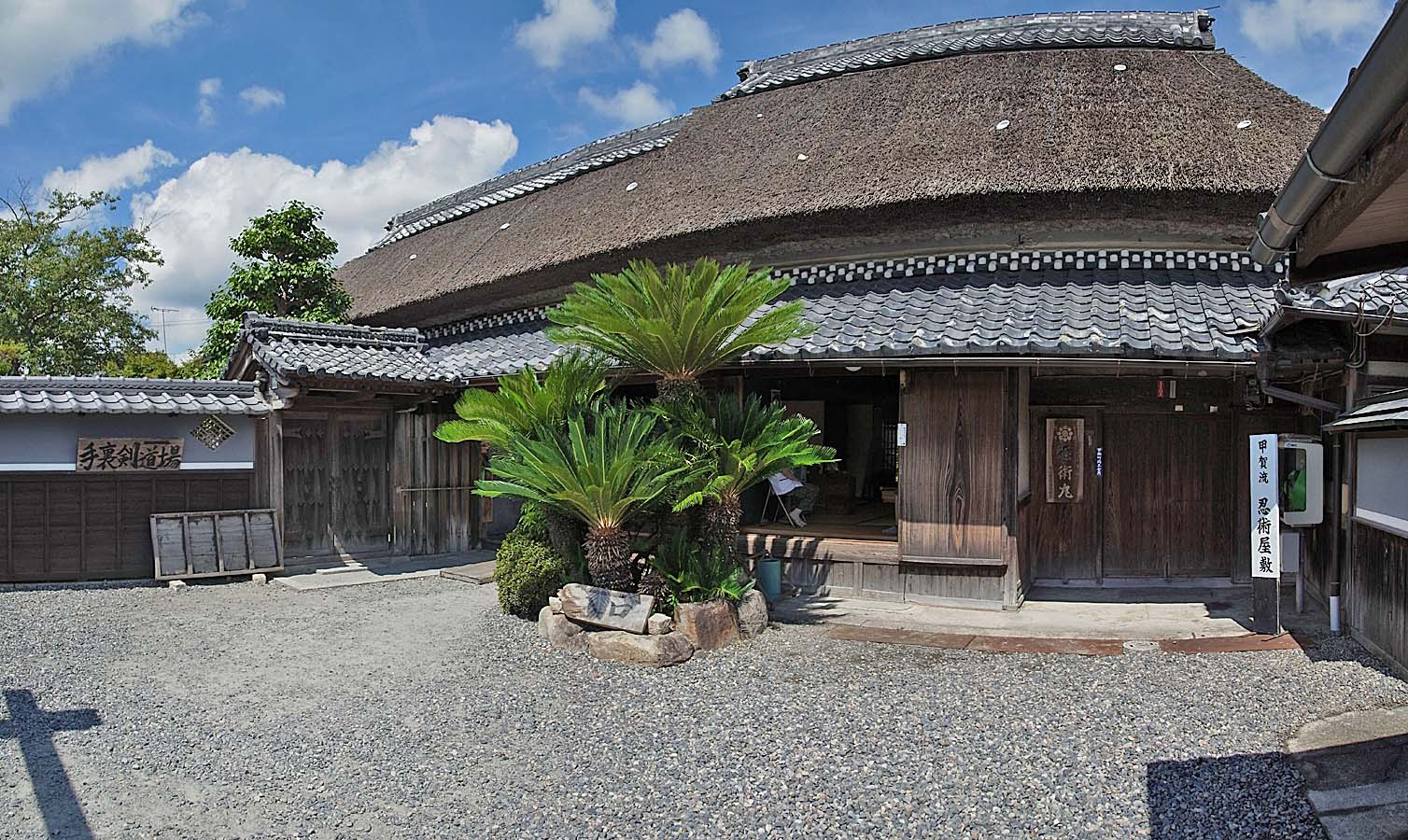
Koka Ninja House
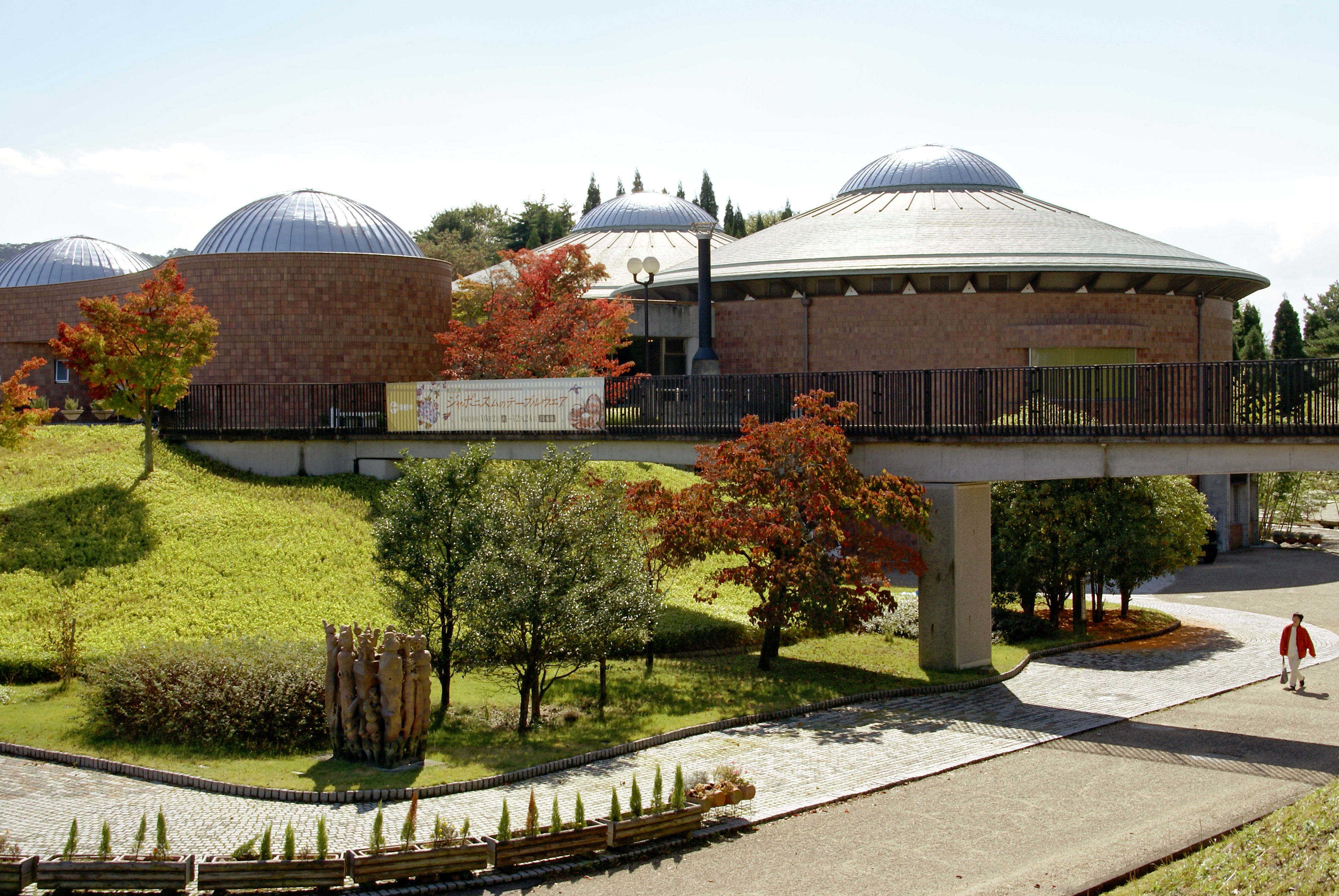
Shigaraki Ceramic Cultural Park